# Tephrina spissata
Tephrina spissata là một loài bướm đêm trong họ Geometridae.